# Georgina Amorós
Georgina Amorós, née le 30 avril 1998 à Barcelone, est une actrice espagnole.

## Biographie
Georgina Amorós est née à Barcelone en Espagne, elle parle couramment l'anglais, le catalan ainsi que l'espagnol.
À 17 ans elle s'installe à Los Angeles pour étudier le théâtre.
À partir de 2017, elle joue dans plusieurs séries télévisées diffusées sur Netflix dont Benvinguts a la família. En 2019, elle intègre la distribution de la série Élite dans laquelle elle acquiert une certaine notoriété.
Depuis 2023, elle incarne l'un des personnages principaux de la série Netflix Todas las veces que nos enamoramos.

## Filmographie

### Cinéma
- 2016 : Tini : La Nouvelle Vie de Violetta : Eloísa Martínez
- 2017 : C'est pour ton bien : Marta
- 2020 : Rifkin's Festival de Woody Allen : Delores
- 2025 : Toutes pour une de Houda Benyamina

### Télévision
- 2014 : Velvet : Ana adolescente[4]
- 2015 : Bajo sospecha : Emilia « Emi » Vega Castro
- 2015 : L'Aigle rouge
- 2016 : Seis hermanas : Lorenza
- 2018-2019 : Benvinguts a la família : Alexandra « Àlex » Argenté
- 2018-2019 : Derrière les barreaux : Fátima Amin
- 2019-2022 : Élite : Cayetana Grajera Pando (saisons 2 à 5)[5]
- 2020 : Vis a vis: El oasis : Fátima Amin
- depuis 2023 : Todas las veces que nos enamoramos : Irene